# Łukinskaja (rejon totiemski)
Łukinskaja (ros. Лукинская) – wieś w Rosji, w rejonie totiemskim obwodu wołogodzkiego. W 2010 r. liczyła 3 mieszkańców.